# Biezengrasmot
De biezengrasmot (Crambus scoticus) is een vlinder uit de familie van de grasmotten (Crambidae). De wetenschappelijke naam van de soort werd in 1849 gepubliceerd door John Obadiah Westwood.
De spanwijdte varieert van 18 tot 23 millimeter. 